# Ophichthus microstictus
Ophichthus microstictus är en fiskart som beskrevs av Mccosker 2010. Ophichthus microstictus ingår i släktet Ophichthus och familjen Ophichthidae. Inga underarter finns listade i Catalogue of Life.